# Le Réveil d'un monsieur pressé
Le Réveil d'un monsieur pressé és una pel·lícula muda francesa de 1901 dirigida per Georges Méliès (1861–1938). La pel·lícula dura aproximadament un minut.
La pel·lícula té una trama similar a dues pel·lícules anteriors de Méliès de 1900: Le Déshabillage impossible i Spiritisme abracadabrant.

## Argument
Un home es desperta per agafar un tren. Intenta vestir-se, però les parts individuals de la roba sempre es transformen en altres. L'home cada cop més desconcertat finalment deixa d'intentar vestir-se i s'enfada al llit.